# Monor (Bistrița-Năsăud)
Pour l’article homonyme, voir Monor.
Monor (en hongrois : Monorfalva) est une commune du județ de Bistrița-Năsăud en Transylvanie (Roumanie).